# Mount Tricorn
Mount Tricorn (spanisch Monte Tricornio) ist ein markantes Massiv mit steilen und felsigen Flanken an der Lassiter-Küste des Palmerlands im Süden der Antarktischen Halbinsel. Er ragt am Kopfende des Wright Inlet auf. Die bis zu 1120 m hohen Ränder umgeben ein verschneites Plateau, an dessen nordwestlichem Ende ein 1610 m hoher Gipfel aufragt.
Teilnehmer der auf der East Base auf der Stonington-Insel stationierten Gruppe der United States Antarctic Service Expedition (1939–1941) entdeckten und fotografierten ihn am 30. Dezember 1940 aus der Luft. Sie benannten ihn nach seiner Form, die in der Aufsicht an einen Dreispitz (englisch tricorn) erinnert.